# Miquel Àngel Ripeu Toraó
Miquel Àngel Ripeu Toraó (Castelldefels, Baix Llobregat) és un actor català de teatre i televisió, conegut principalment per les seves imitacions en programes com Crackòvia i Polònia i les seves col·laboracions al programa Late motiv d'Andreu Buenafuente, com la controvertida interpretació d'un Carrero Blanco negre en una entrevista que aquest li va fer, o la paròdia d'Epi i Blai quan es va saber que els personatges de Barri Sèsam eren parella. L'actor, que té arrels equatoguineanes, es va instal·lar al barri de Gràcia de Barcelona el 2011, després de quasi 40 anys residint a Castelldefels.

## Actuacions
| - Laberint d'ombres (1998) - Lo Cartanyà (2005-2007) - Homo Zapping (2006-2016) - Crackòvia (2008-2014) - Polònia (2009-2014) - La escobilla nacional (2010) - Palomitas (2011) | - Beyond Re-Animator, de Brian Yuzna (2003) - Sing for Darfur, de Johan Kramer (2008) - Conte de Nadal@.cat, de Ferran Llagostera (2010) - The Gunman, de Pierre Morel (2015) | - Rent (1999) - The Full Monty (2001) - El joc i l'engany (2002) - L'illa dels esclaus (2004) - La revista negra (2007) - La Tanca (2008) - La parella és... (2008) - El projecte alfa (2009) - Els Malvats (2009) - Zodíac (2012) |